# SD Gundam World: Gachapon Senshi 3 - Eiyū Senki
SD Gundam World: Gachapon Senshi 3 - Eiyū Senki (SDガンダム ガチャポン戦士3 英雄戦記) est un jeu vidéo de stratégie développé par Bandai, et édité par Yutaka en juin 1990 sur Nintendo Entertainment System. C'est une adaptation en jeu vidéo de la série basée sur l'anime Mobile Suit Gundam et notamment Super Deformed Gundam. C'est le troisième opus d'une série de cinq jeux vidéo,.

## Série
1. SD Gundam World: Gachapon Senshi - Scramble Wars : 1987, Famicom Disk System
1.5.  SD Gundam World: Gachapon Senshi - Scramble Wars - Map Collection : 1989, Famicom Disk System
2. SD Gundam World: Gachapon Senshi 2 - Capsule Senki : 1989, NES
3. SD Gundam World: Gachapon Senshi 3 - Eiyuu Senki
4. SD Gundam World: Gachapon Senshi 4 - New Type Story : 1991, NES
5. SD Gundam World: Gachapon Senshi 5 - Battle of Universal Century : 1992, NES